# Calixa Lavallée
Pour les articles homonymes, voir Lavallée.
Calixa Lavallée, né Callixte Lavallée le 28 décembre 1842 à Verchères (Canada et mort le 21 janvier 1891 à Boston (États-Unis), est un compositeur, chef d'orchestre, pianiste, organiste et professeur de musique canadien-français. Il est surtout connu pour avoir composé la musique de l'hymne national canadien, le Ô Canada. Bien que son œuvre soit dorénavant un emblème national, Lavallée exigea à ce que le Canada soit annexé par les États-Unis.

## Biographie

### Enfance et formation
Premier enfant d'Augustin Lavallée et de Charlotte-Caroline Valentine, Callixte Lavallée naît le 28 décembre 1842 à Verchères, au Canada-Uni. Il appartient à la huitième génération des Pasquier (aussi Pasquet ou Pâquet), dits Lavallée. Du côté paternel, son ancêtre est Isaac Pasquier, originaire du Poitou et arrivé en Nouvelle-France à l'été 1665 comme soldat du régiment de Carignan-Salières. Son ancêtre du côté maternel est un militaire du nom de James Valentine, originaire de Montrose, en Écosse, qui s'établit à Verchères et épouse une Canadienne-française du nom de Louise Leclerc[pertinence contestée].
Augustin Lavallée, forgeron, bûcheron et armurier, initie très tôt son fils à la musique. Il lui enseigne le piano, le violon, l'orgue, et le cornet à pistons. On dit du jeune Callixte qu'il démontre déjà beaucoup de potentiel. Vers 1850, les Lavallée déménagent à Saint-Hyacinthe, où Augustin, luthier autodidacte, ouvre un atelier de réparation d'instruments de musique et travaille pour le facteur d'orgues Joseph Casavant. Callixte étudie au petit séminaire de Saint-Hyacinthe et intègre la fanfare de la municipalité. Âgé d'à peine onze ans, il devient l'organiste de la chapelle, impressionnant les fidèles qui assistent à ses performances.
Les habiletés musicales hors du commun du jeune Callixte captent l'attention de Léon Derome, riche boucher montréalais et ami de la famille. Il prend le jeune prodige sous son aile et s'engage à financer ses études auprès des plus grands maîtres. Dérome le présente notamment aux professeurs Paul Letondal et Charles Wugk Sabatier, qui lui enseignent le piano. Le jeune Callixte est toutefois loin d'être un élève modèle. Habitué aux libertés de la campagne, il préfére le jeu à la discipline qu'exigent ses études.
Mais Léon Derome ne perd pas espoir et garde foi en son jeune protégé. Il l'emmène au Théâtre royal, la salle de concert la plus chic de Montréal à l'époque. Véritable institution, on y présente des prestations allant de la comédie au vaudeville, en passant par l'opéra, le concert et le récital. Callixte s'y produit au piano dès 1853. Le célèbre journaliste Laurent-Olivier David le décrit ainsi: « Petit, maigre, les cheveux noirs comme l'ébène, les yeux brillants comme des escarboucles, vif, léger comme un papillon, il avait l'air d'un lutin, d'un de ces diablotins dont on fait la description dans les histoires de sorciers. » 
Calixte Lavallée découvre aussi le Théâtre royal en tant que spectateur. Il apprécie particulièrement les ministrel shows, ces comédies musicales américaines faisant le récit caricatural de la vie des esclaves noirs du sud des États-Unis. Les comédiens, tous blancs, le visage noirci au liège brûlé, popularisent le banjo et le cake-walk, s'inspirant vaguement des refrains que fredonnent les Afro-Américains dans les plantations. Émerveillé par ces prestations, le jeune Callixte est déterminé à découvrir le pays de l'Oncle Sam. C'est ainsi qu'en 1857, assoiffé d'aventure, il quitte Montréal pour les États-Unis.

### L'aventure et la guerre

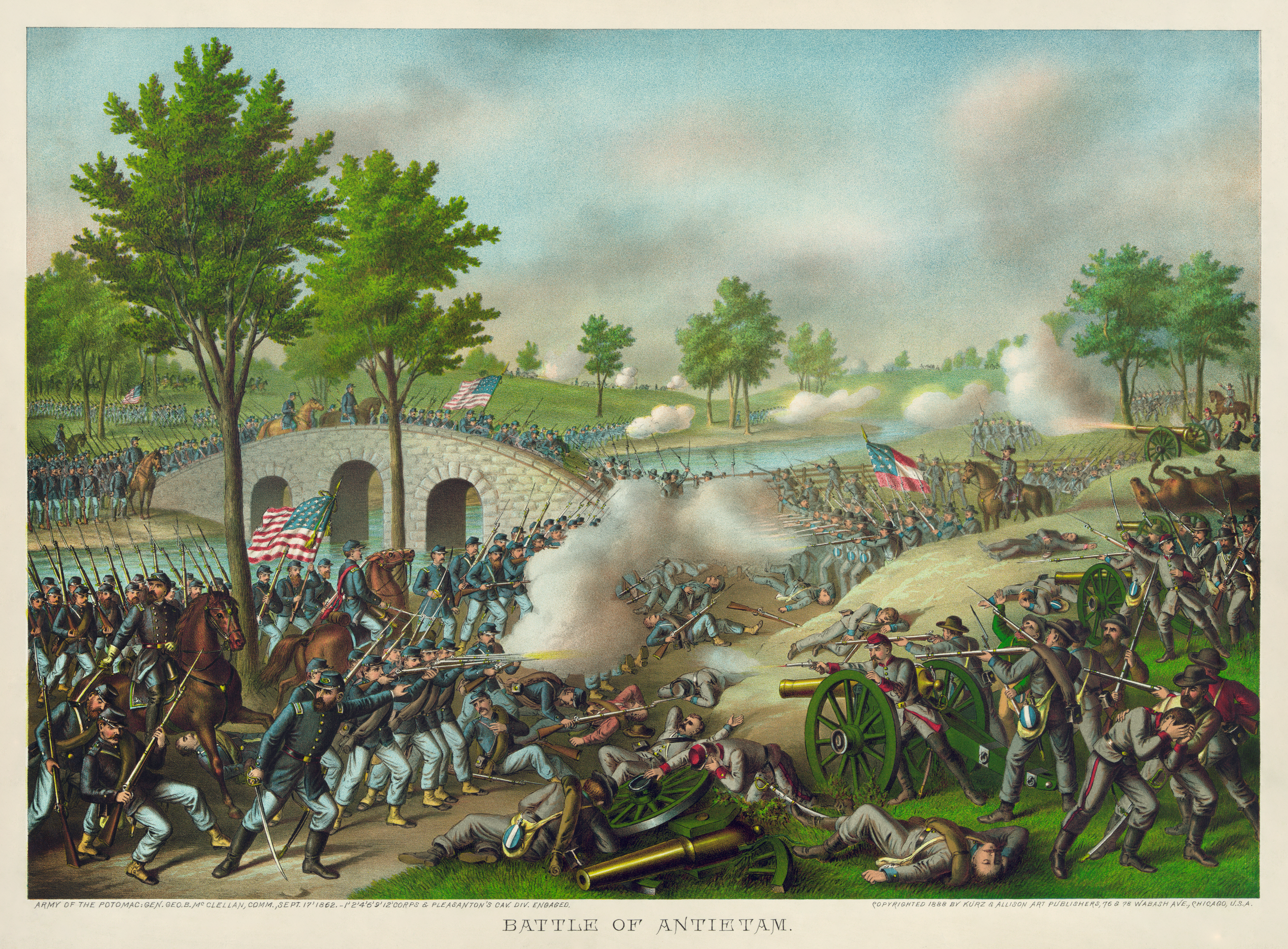
La bataille d'Antietam, le 17 septembre 1862.

Au sud de la frontière, il change de nom: il se fait désormais appeler Calixa, un prénom plus facile à prononcer pour les Américains. Il séjourne d'abord en Nouvelle-Orléans (Louisiane), une ville bouillonnante, réputée pour sa troupe d'opéra, et dont la culture est encore vastement inspirée par ses origines françaises. En 1857, Calixa Lavallée s'y fait connaître en remportant un concours de musique. Il gagne le premier prix devant Camilla Urso, une violoniste française qui entrera elle aussi dans la postérité. En Louisiane, Lavallée est repéré par un autre illustre violoniste, l'espagnol Oliveira. Séduit par ses habilités au piano, ce dernier l'intègre à sa troupe et lui donne l'occasion de se produire au Mexique, en Amérique du Sud et aux Antilles.
Calixa Lavallée rentre en Louisiane en 1860, les bagages plein de souvenirs et d'expériences. La guerre civile américaine allait toutefois bientôt freiner l'élan de sa jeune carrière. Après un bref engagement dans l'orchestre du théâtre d'Orléans, Lavallée quitte le sud juste avant qu'il ne fasse sécession. Ses quelques années dans la région l'ont sensibilisé au sort des esclaves noirs, dont les conditions de vie sont bien loin du romantisme des ministrel shows. On retrouve alors sa trace au nord du pays, à Baltimore (Maryland) et Providence (Rhode Island). Pressé par ses proches de rentrer chez lui, le jeune musicien ne semble pas effrayé par les tambours de guerre, bien au contraire.

En 1861, il rejoint les forces de l'Union et s'engage dans le Fourth Rode Island Regiment, où il devient premier cornet. Il participe à la bataille d'Antietam (Maryland), où il affirme avoir été blessé à la jambe. Calixa Lavallée met fin à sa courte carrière militaire le 3 octobre 1862. À titre de vétéran, il a droit à une pension mensuelle de 8 $ mais ne prend pas la peine de la réclamer. Le conflit américain lui inspire The War Fever, une pièce au piano. 

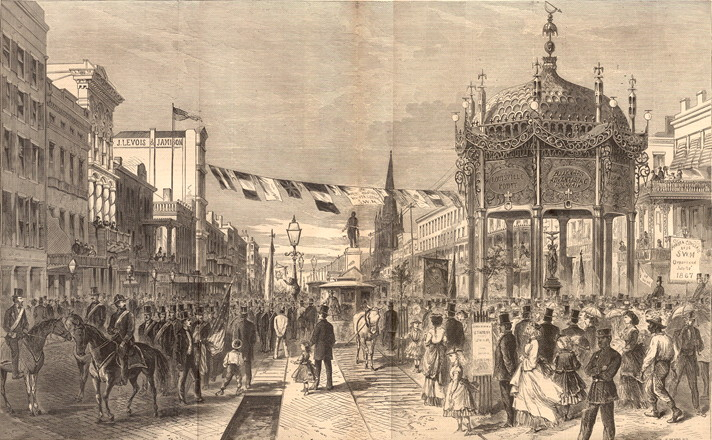
La Nouvelle-Orléans en 1871.

La guerre terminée, Lavallée rentre à Verchères à l'automne 1863 et s'installe à Montréal l'année suivante pour se consacrer à l'enseignement. Parallèlement, il donne des concerts dans diverses salles montréalaises, notamment au Mechanichs' Hall (Salle des artisans), et reçoit d'élogieuses critiques dans les journaux de la métropole. Cet accueil chaleureux ne suffit toutefois pas à tarir le goût de l'aventure qui l'anime: il retourne aux États-Unis dès 1865. Lavallée y voyage d'un État à l'autre, parcourant les vastes étendues américaines de San Diego (Californie) à la Nouvelle-Angleterre, en passant par la Nouvelle-Orléans où il retourne enseigner durant deux ans. À Lowell (Massachusetts), il épouse Josephine Gently, une américaine. Ils auront ensemble quatre fils. Le couple s'installe à Boston (Massachusetts) en 1867, où Calixa Lavallée enseigne et compose. Il y crée notamment TIQ, The Indian Question Settled at Last, une satire musicale exposant les tensions entre Blancs et Sioux de la côte ouest américaine. L'œuvre sera publiée à Boston des années plus tard, en 1883.
Dès 1870, Calixa Lavallée reprend la route, posant ses valises à New-York. Il y décroche le poste de pianiste puis de directeur musical et de « surintendant » de la Grand Opera House. Il travaille sous les ordres de James Fiks, riche entrepreneur dont la famille a fait fortune durant la guerre civile. Alors que l'opéra bouffe a le vent dans les voiles, Lavallée compose sa propre pièce, Loulou, un opéra en trois actes et à grand orchestre dont la première était attendue avec enthousiasme par le gratin new-yorkais. La représentation n'aura toutefois jamais lieu puisque James Fiks est assassiné le 6 janvier 1872 à l'entrée d'un hôtel adjacent à la salle de spectacle. Découragé, Calixa Lavallée décide de rentrer au Canada.

### L'appel du Vieux-Continent
À Montréal, il retrouve sa famille qui s'est installée dans la métropole depuis quelque temps. Son père et son frère Charles y ont ouvert une lutherie et un commerce d'importation d'instruments de musique. Calixa Lavallée y retrouve également Léon Derome, son mécène des débuts. Ce dernier n'a toujours pas perdu foi en l'avenir de son protégé. Après lui avoir assuré une bourse mensuelle de 80 $, il le convainc de partir poursuivre sa formation au Conservatoire de musique de Paris. Le 13 mars 1873, quelque temps avant son départ, Lavallée se produit une dernière fois au Mechanics' Hall. Dans L'Opinion publique, Laurent-Olivier David se désole de le voir partir:      

« Nous espérons que la prochaine fois qu'il reviendra dans notre ville, ce sera pour y rester. Puisse le temps venir où les hommes de talent ne seront pas obligés d'aller à l'étranger pour trouver un champ digne de leur ambition. Puisse la providence nous rendre tous ces compatriotes dont le talent et le travail contribueraient tant à la gloire et à la prospérité de notre patrie ! »

Calixa Lavallée débarque en France en 1873, deux ans après la victoire prussienne et le démantèlement de la Commune de Paris. Il y découvre un peuple bouleversé mais résilient. Au Conservatoire, Lavallée étudie auprès de François Bazin et Adrien-Louis Boieldieu, fils du compositeur du même nom. Il travaille également le piano avec François-Antoine Marmontel, un professeur ayant eu pour illustres élèves Georges Bizet, Ernest Guiraud ou encore Isaac Albeniz.

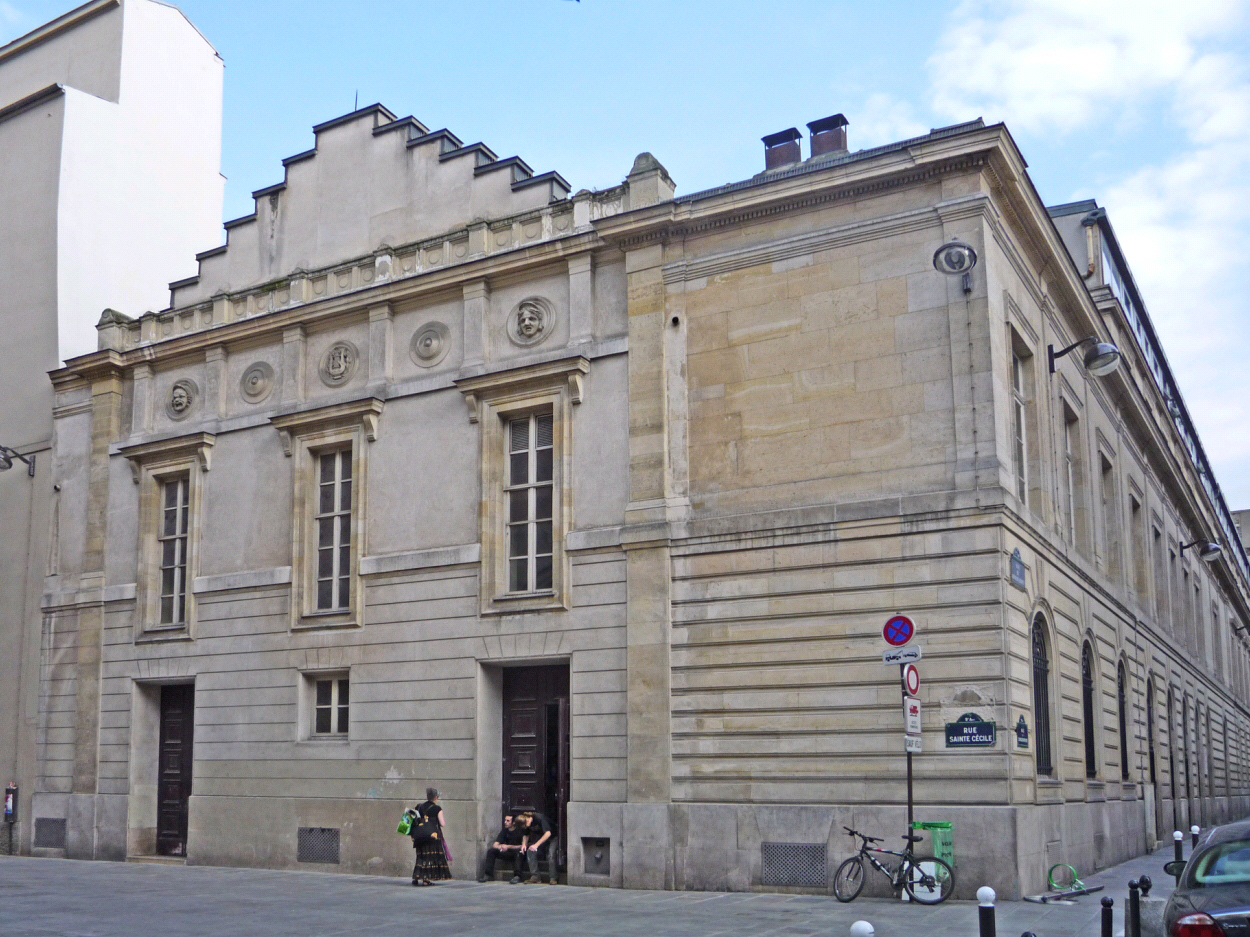
Le Conservatoire de musique, à Paris.

Les sources faisant état du séjour parisien de Calixa Lavallée sont rares mais on pense qu'il aurait été soutenu par les Bossange, une famille de libraires parisiens proches des Fabre de Montréal et habitués à accueillir les Canadiens de passage à Paris. On sait également qu'il y compose quelques pièces, notamment Grande marche de concert, Souvenirs de Tolède et Le Papillon. Calixa Lavallée laisse sa marque en France, ses maîtres attestent de sa progression et Le Papillon fera partie du programme du Conservatoire de Paris durant quelques années. Au Québec, il jouit d'un indéfectible soutien du milieu artistique et des élites, qui n'hésitent pas à mettre la main au portefeuille pour financer les aventures européennes du prodige local. C'est notamment le cas du musicien Adélard-Joseph Boucher, qui organise un concert bénéfice auquel participent 150 artistes, dont Charles Lavallée. Dans La Minerve, un certain abbé Martineau dédie un chant à celui qui revêt peu à peu l'identité de musicien national: « Loin du pays, mais pour sa gloire, aimable ami, chante toujours. Et pour assurer ta victoire, nous te jurons constant secours. »

### Le musicien national
Calixa Lavallée rentre au Québec en 1875. Il a alors 33 ans. Inspiré par son expérience européenne, il cultive l'ambition de fonder chez lui un conservatoire public, gratuit, laïque et mixte. Il n'en est toutefois pas rendu là. À Montréal, il retrouve le violoniste Frantz-Jehin Prume et sa femme, la soprano Rosita del Vecchio. Le trio deviendra inséparable. Ensemble, ils jouent un rôle déterminant dans le développement de la musique à Montréal, où ils fondent un studio qui s'inspire du modèle des conservatoires européens. Ils se produisent à Montréal, Québec et Trois-Rivières, faisant découvrir au public les classiques de Mendelssohn, Gounod et Chopin.

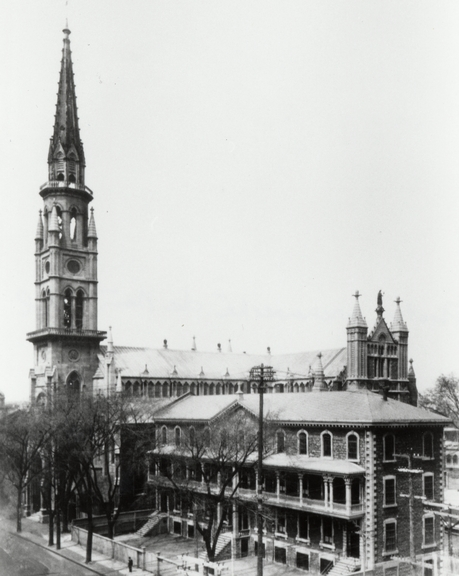
L'église Saint-Jacques de Montréal vers 1940. Il n'en subsiste aujourd'hui que le transept et le clocher, qui ont été intégrés aux bâtiments de l'Université du Québec à Montréal (UQAM).

Toujours en 1875, Lavallée devient le maître de chapelle d'Alfred-Léon Sentenne, sulpicien et curé de la paroisse Saint-Jacques. Contre l'avis du haut clergé, ils mettent en place une chorale mixte constituée de choristes amateurs que Lavallée a recrutés en ratissant Montréal. Ils choisissent de présenter Jeanne d'Arc, un drame en cinq actes créé en 1873 par Jules Barbier au Théâtre de la Gaîté, à Paris. Charles Gounod en a écrit la musique de scène, les chœurs et les danses. À partir de mai 1877, grâce au financement de Léon Derome, Lavallée et sa petite troupe parviennent à en présenter six représentations au tout nouveau Academy of Music, prestigieuse salle de la bourgeoisie anglophone. Le projet est un succès retentissant. Les gens se pressent des quatre coins de la province pour y assister, au point que l'on doive admettre des spectateurs debout. Rosita del Vecchio, qui incarne la pucelle d'Orléans, fait grande impression auprès du public et de la critique, qui voit en elle une potentielle nouvelle Emma Albany. La pièce connait un tel succès qu'on prévoit de nouvelles représentations au Théâtre royal. Dans La Minerve, on presse les pouvoirs publics d'en faire plus pour encourager les talents locaux: 

« M. Lavallée entreprend une œuvre nécessaire au pays. Espérons que nos compatriotes se donneront la main pour lui aider en l'encourageant pour ses labeurs et ses mérites. En Europe, de pareilles entreprises sont supportées par les gouvernements; mais nous savons tous qu'ici, celui qui est assez hardi pour entreprendre de telles œuvres ne peut compter que sur ses propres ressources et l'appréciation d'un public intelligent et bienveillant. Il ne fallait qu'un mouvement comme celui-ci pour prouver les différents genres de talent qui dorment ici et qui toutefois ne sont pas des plus heureux dans les différentes sphères. Honneur donc à celui qui est assez patriote pour chercher et trouver chez les nôtres ce que souvent les autres cherchent ailleurs. »

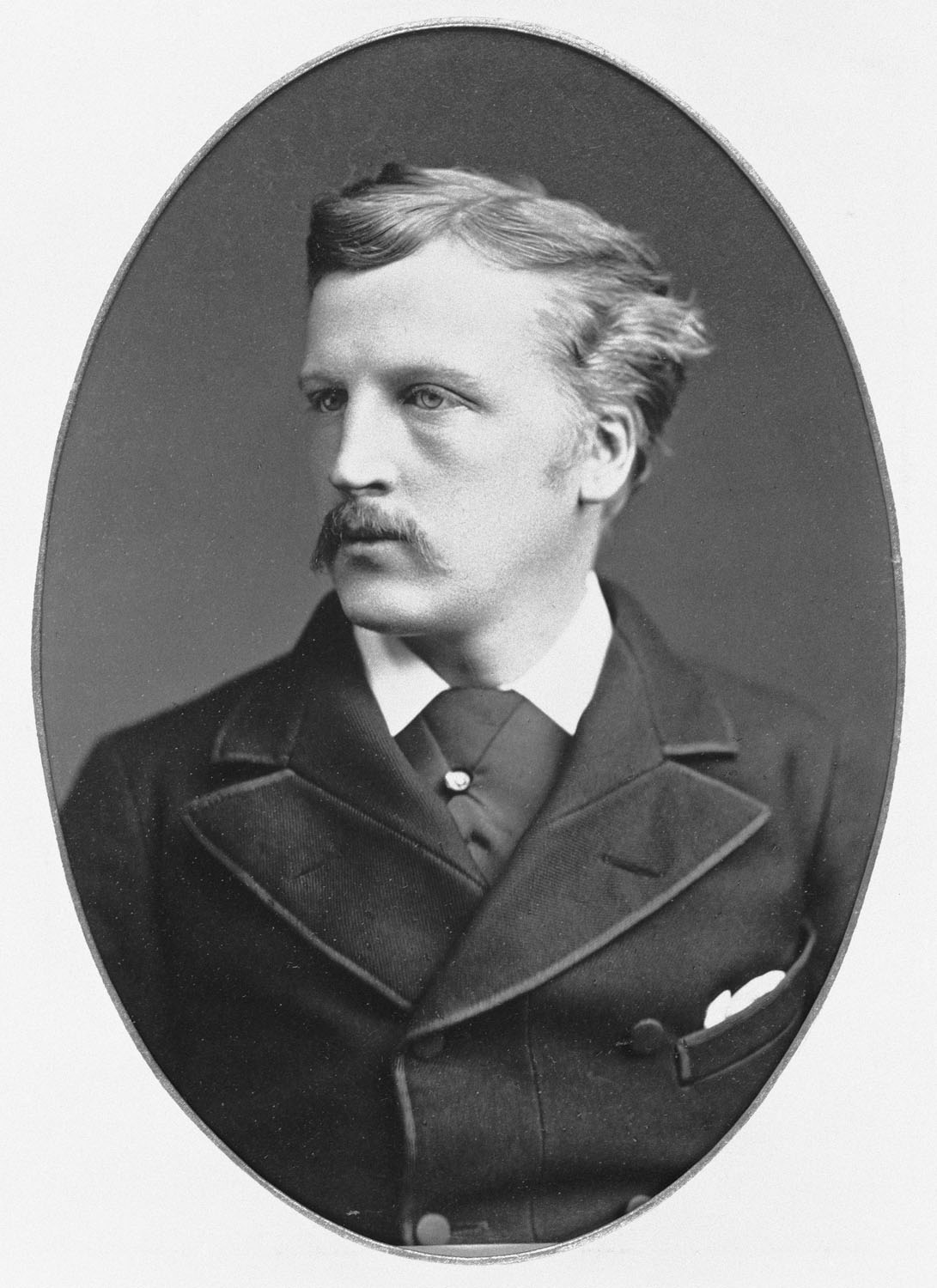
John Campbell, marquis de Lorne et 4E gouverneur général du Canada (1878-1883), pour qui Calixa Lavallée compose une cantate en 1879.

C'est précisément dans cette optique que Calixa Lavallée rencontre personnellement le premier ministre Charles-Eugène Boucher de Boucherville. Ce dernier ne veut toutefois rien savoir d'un projet de conservatoire ou d'opéra québécois. Endetté et éclaboussé par divers scandales, son gouvernement a d'autres priorités. Lavallée met donc cette ambition de côté et se dédie à ses projets musicaux, notamment à la présentation de La dame blanche, un opéra-comique qui connaîtra un vif succès.
En 1879, Calixa Lavallée est un musicien connu et respecté. Établi depuis peu à Québec, il est l'organiste de l'église Saint-Patrick et côtoie l'élite de la Vieille Capitale. Il fréquente notamment des musiciens, Ernest Gagnon et Joseph Vézina, ainsi que des écrivains, Napoléon Legendre et Joseph Marmette. Lavallée compte même des admirateurs dans les plus hautes sphères du pouvoir, notamment en la personne du comte de Primo-Real, consul d'Espagne. Toujours en 1879, le gouvernement le charge de composer une cantate à l'occasion de la venue du nouveau gouverneur général du Canada et gendre de la reine Victoria, John Campbell, marquis de Lorne. Les journaux sont dithyrambiques, et Lavallée reçoit les salutations personnelles du marquis et de son épouse, la princesse Louise. Fait étonnant, le gouvernement refuse de lui rembourser les frais liés à la composition, ce qui lui cause d'importants problèmes financiers.
Bien qu'il soit déjà un musicien respecté, c'est l'année suivante, en 1880, que Calixa Lavallée entrera durablement dans la postérité. Fort de sa cantate composée à la demande du gouvernement canadien, il reçoit une nouvelle commande: composer un hymne à la gloire de la « race » canadienne française. Ce projet voit le jour à l'initiative de la Société Saint-Jean-Baptiste de Québec, qui tient une Convention nationale des Canadiens français du 23 au 25 juin. À cette occasion et pour célébrer la Saint-Jean-Baptiste, la Vieille Capitale accueille des francophones de partout au Québec mais également de l'Acadie et des États-Unis.
Le comité organisateur, présidé par le juge Adolphe-Basile Routhier, crée dès le 15 mars 1880 un comité musical de 23 membres. Calixa Lavallée y siège aux côtés d'autres grands noms, notamment Ernest Gagnon, Arthur Lavigne, Cyrille Duquet, Célestin Lavigueur et Nazaire Levasseur. Dans l'effervescence patriotique qui règne au sein du congrès, on les charge de doter l'Amérique française d'un chant rassembleur. La lenteur du comité musical pousse toutefois Gagnon, Lavallée et Routhier à prendre l'initiative, avec la bénédiction du lieutenant-gouverneur Théodore Robitaille. C'est ainsi qu'est né le Ô Canada. L'hymne est d'abord composé par Lavallée, Routhier y ajoute ensuite ces paroles:  
Ô Canada ! Terre de nos aïeux,

Ton front est ceint de fleurons glorieux !

Car ton bras sait porter l'épée,

Il sait porter la croix !

Ton histoire est une épopée

Des plus brillants exploits.

Et ta valeur, de foi trempée,

Protégera nos foyers et nos droits,

Protégera nos foyers et nos droits.

Sous l'œil de Dieu, près du fleuve géant,

Le Canadien grandit en espérant.

Il est né d'une race fière,

Béni fut son berceau.

Le ciel a marqué sa carrière

Dans ce monde nouveau.

Toujours guidé par sa lumière,

Il gardera l'honneur de son drapeau,

Il gardera l'honneur de son drapeau.

De son patron, précurseur du vrai Dieu,

Il porte au front l'auréole de feu.

Ennemi de la tyrannie,

Mais plein de loyauté,

Il veut garder dans l'harmonie,

Sa fière liberté.

Et par l'effort de son génie,

Sur notre sol asseoir la vérité,

Sur notre sol asseoir la vérité.

Amour sacré du trône et de l'autel,

Remplis nos cœurs de ton souffle immortel !

Parmi les races étrangères,

Notre guide est la loi :

Sachons être un peuple de frères,

Sous le joug de la foi.

Et répétons, comme nos pères,

Le cri vainqueur : « Pour le Christ et le Roi ! »

Le cri vainqueur : « Pour le Christ et le Roi ! »
L'hymne est prêt le 17 avril 1880 et le Journal de Québec annonce sa publication en 6000 exemplaires. Le public et les fanfares qui participent au ralliement du mois de juin ont donc le temps d'en perfectionner la maîtrise. Le 24 juin, il retentit pour la première fois à l'occasion d'un banquet auquel participent le marquis de Lorne et 500 convives. C'est un succès instantané. Le Ô Canada, hymne canadien français, fait tellement sensation qu'il servira à accueillir Georges V à Toronto en 1901. Récupéré par l'État fédéral, l'hymne connaît plusieurs traductions anglaises et devient l'hymne officiel du Canada le 1er juillet 1980, soit cent ans après sa composition.

### Dernières années
La composition de l'hymne patriotique ne fut pas synonyme de gloire et de fortune pour Lavallée. Financièrement précaire, il retourne à Boston, où il devient maître de chapelle à la cathédrale Holy Cross, tout en continuant d'enseigner la musique. Très impliqué à la Music Teachers’ National Association, il organise à Cleveland (Ohio) le 3 juillet 1884 un concert entièrement consacré aux compositeurs américains, considéré comme le premier du genre.
Calixa Lavallée est élu président national de l’association en 1887. L'année suivante, il part à Londres pour participer au premier congrès intercontinental de musiciens. Il préside sa dernière réunion de la Music Teachers Association en 1890, à Détroit (Michigan). À cette occasion, le Québécois présente, sous les acclamations de ses pairs, une composition au piano et au violoncelle.

### Mort
Calixa Lavallée cesse toute activité en 1890, handicapé par des douleurs à la gorge qui le minent depuis 10 ans (il souffre d'une laryngite tuberculeuse). Il meurt le 21 janvier 1891, à l'âge de 48 ans. Ses funérailles sont célébrées à la cathédrale Holy Cross de Boston.
Initialement inhumée au cimetière Mount Benedict, sa dépouille est rapatriée au Québec lors d'une cérémonie officielle le 13 juillet 1933. Calixa Lavallée repose désormais au cimetière Notre-Dame-des-Neiges, à Montréal.

## Famille
Calixa Lavallée est le cousin par alliance du compositeur québécois Alphonse Lavallée-Smith, fils du Docteur Wenceslas Smith et de Zénobie Lavallée, qui est une cousine de Calixa Lavallée, ainsi que de la réputée organiste Françoise Aubut, son arrière-petite-cousine apparentée de par sa mère, Yvonne Paquette.
Calixa Lavallée et sa femme, Joséphine, auront deux fils: Calixa et Raoul. Le 12 août 1883, Calixa fils meurt à l'âge de 14 ans, à Saint-Jean-Port-Joli, probablement d'une appendicite aiguë.

## Hommages
Un village en Montérégie, une école secondaire à Montréal, ainsi que des rues à Montréal, Québec, Trois-Rivières, Mirabel, Magog, Boucherville, Sainte-Julie, Varennes, Granby et St-Hyacinthe portent son nom.

Le fonds d'archives de Calixa Lavallée est conservé au centre d'archives de Montréal de Bibliothèque et Archives nationales du Québec.

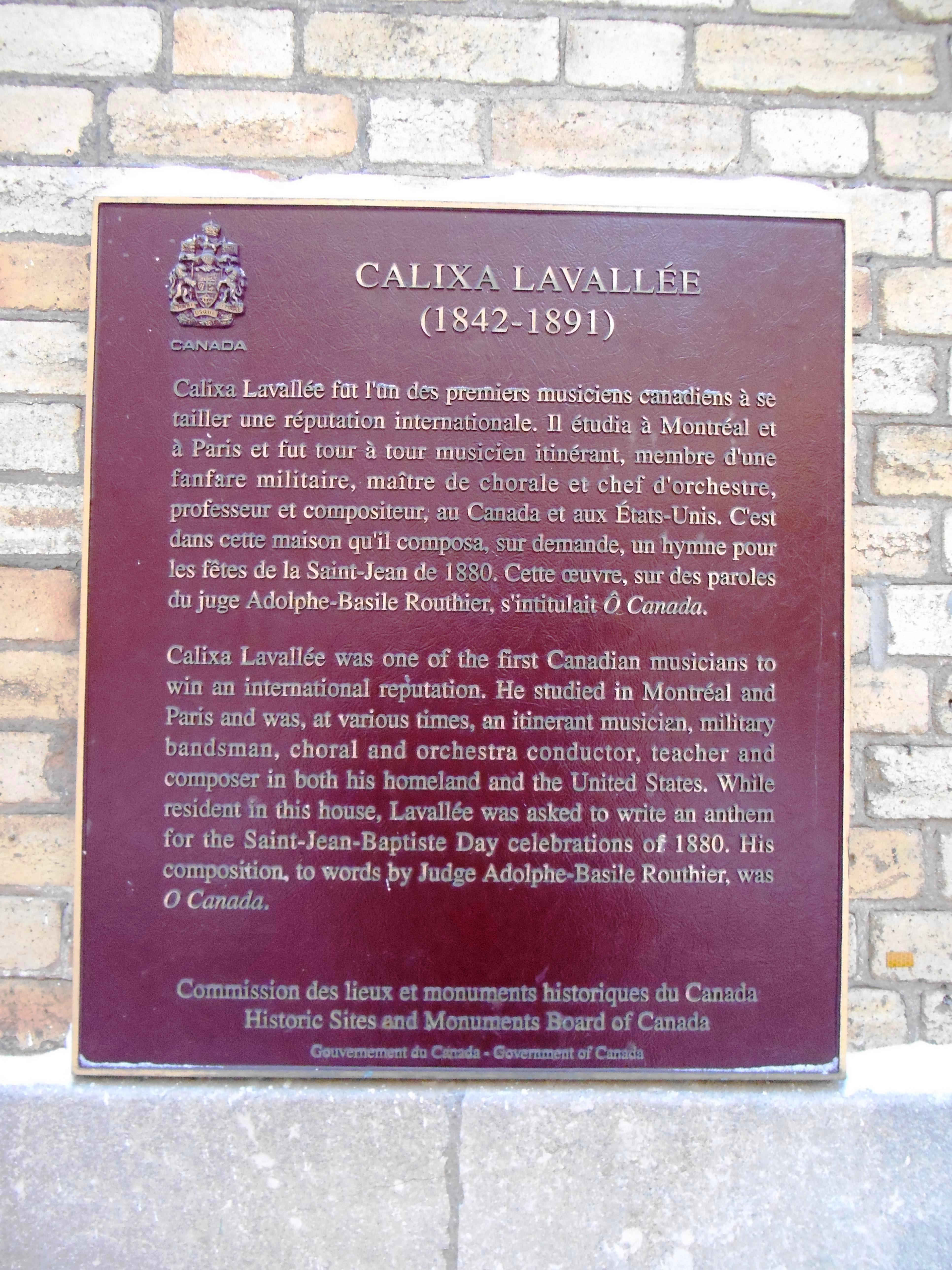
Une plaque à la Maison Ernest-Gagnon située au 22, rue Couillard, à Québec.
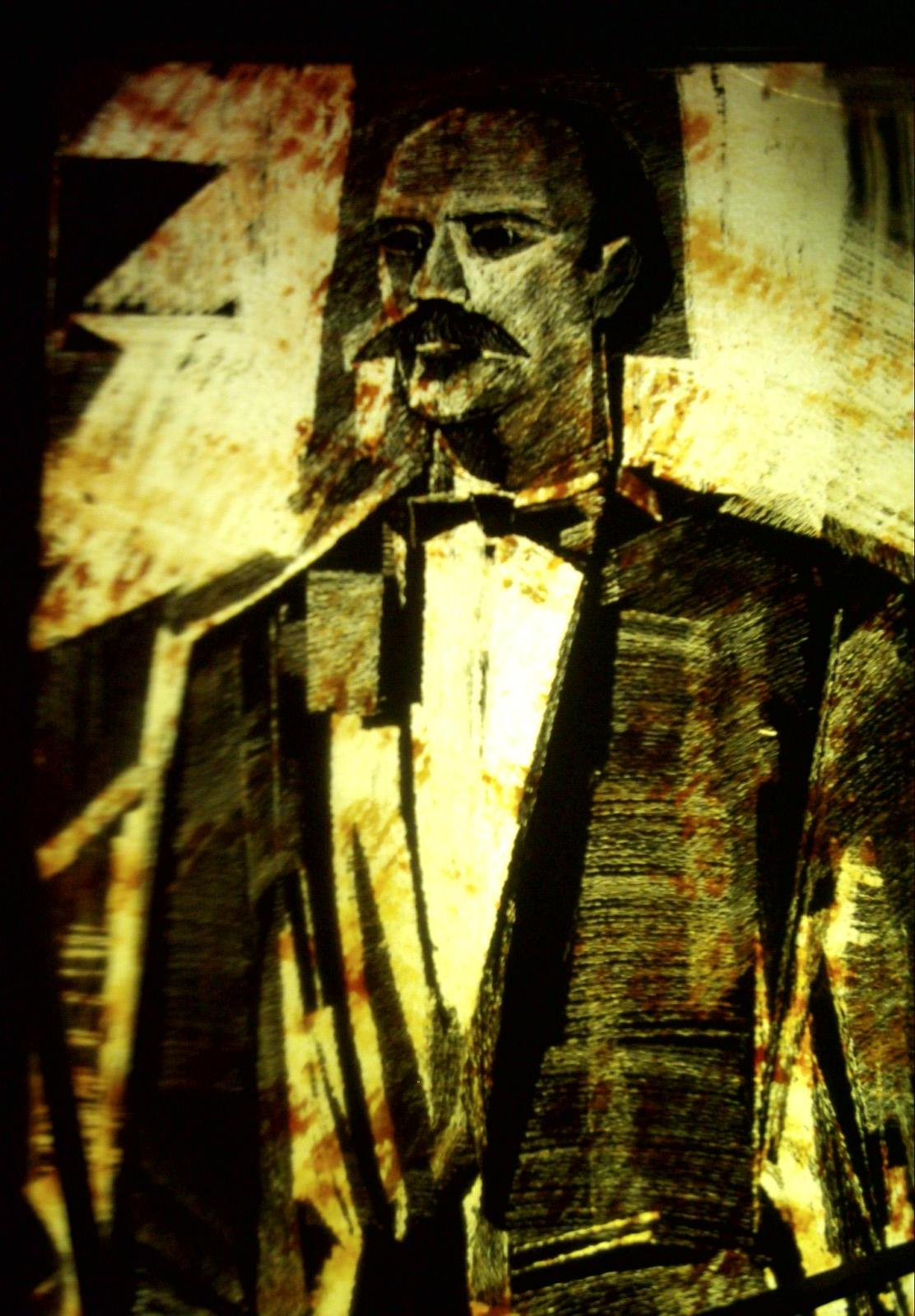
Vitrail commémorant Calixa Lavallée par Frédéric Back (1967) à la station de la Place-des-Arts.

## Principales œuvres
- Peacocks in Difficulties/Loulou, opéra comique (1872)
- The Bridal Rose Overture, opérette (1888)
- The King of Diamonds, opérette (1888)
- L'Absence, lyrics par Remi Tremblay, 1882–1885[36]
- L'Oiseau Mouche, Bluette de Salon, Op.11, 1865[36] ?
- Le Papillon (The Butterfly) Étude de Concert pour flûte, clarinette et piano, 1884[36]
- Marche funèbre, 1878[36]
- Ô Canada, 1880[36]
- La veuve, 1881, opéra comique ((en)The widow) (1881)
- Une Couronne de Lauriers, Caprice de Genre, Op.10, 1864[36] ?
- Violette, cantilène, lyrics par Napoleon Legendre et P.J. Curran, 1879[36]